# Religioni nei Paesi Bassi
Nessun...CattolicesimoProtesta...IslamAltre religioniNessuna religioneCattolicesimoProtestantesimoIslamAltre religioniReligioni nei Paesi Bassi
Le religioni nei Paesi Bassi vedevano una netta prevalenza del cristianesimo fino alla fine del XX secolo. Anche se la pluralità religiosa permane, si è verificata una diminuzione dell'adesione alle confessioni religiose.
Nel 2006 il 34% degli olandesi si è identificato come cristiano, in costante diminuzione fino al 2015 con meno del 25% della popolazione affiliata a qualcuna delle differenti confessioni cristiane (l'11,7% alla Chiesa cattolica nei Paesi Bassi, l'8,6% alla Chiesa protestante nei Paesi Bassi, il 4,2% ad altre denominazioni cristiane minori). Il 5,8% sono musulmani e il 2% aderisce all'induismo o al buddhismo, sulla base di due approfondite ricerche indipendenti l'una dall'altra dell'Università Radboud di Nimega e della Vrije Universiteit.
Circa il 67,8% della popolazione nel 2015 non ha alcuna affiliazione religiosa e proclama un'aperta irreligiosità, rispetto al 61% nel 2006, al 53% nel 1996, al 43% nel 1979 e al 33% nel 1966. L'"Agenzia per la pianificazione sociale e culturale" prevede che il numero degli olandesi non affiliati possa giungere fino al 72% entro il 2020.
Dall'indagine svolta nel dicembre del 2014 della "Vrije Universiteit" si è concluso che per la prima volta esistono un maggior numero di persone che professano l'ateismo (25%) piuttosto che il teismo (17%). La maggioranza della popolazione dichiara l'agnosticismo (31%) o comunque una vaga forma di spiritualità del tutto priva di religiosità (27%).
La stragrande maggioranza degli olandesi ritiene che la religione non debba svolgere un ruolo determinante né nella politica né nel campo dell'istruzione pubblica. La religione è fortemente diminuita anche nella sua qualità di legame sociale ed è generalmente considerata una questione personale che non dovrebbe essere propagandata in pubblico.
La Costituzione del Regno dei Paesi Bassi garantisce la libertà nell'ambito dell'educazione, il che significa che tutte le scuole che aderiscono ai criteri di qualità generali ricevono gli stessi finanziamenti governativi; ciò include anche quegli istituti fondati su principi religiosi (specialmente da gruppi cattolici romani e di varie tipologie del protestantesimo).
Tre dei tredici partiti politici degli Stati generali dei Paesi Bassi (l'Appello Cristiano Democratico, l'Unione Cristiana e il Partito Politico Riformato) si rifanno alle credenze cristiane. Diverse feste religiose cristiane sono anche feste nazionali (Natale, Pasqua, Pentecoste e Ascensione di Gesù).
L'ateismo, l'agnosticismo e l'ateismo cristiano sono in aumento e sono ampiamente accettati e considerati come non controversi. Tra coloro che aderiscono nominalmente al cristianesimo esistono percentuali elevate di atei, agnostici e spirituali, poiché l'affiliazione ad una denominazione cristiana viene anche usata come forma di identificazione culturale nelle varie province.
Nel 2015 l'82% della popolazione ha dichiarato di non aver mai o quasi visitato una chiesa e il 59% ha affermato di non essere mai stato in una chiesa di qualsiasi tipo. Di tutte le persone interrogate il 24% si è considerato ateo, con un incremento dell'11% rispetto allo studio precedente effettuato nel 2006. L'aumento previsto della spiritualità (ietsismo) si è arrestato in base alla ricerca nel 2015; nel 2006 il 40% degli intervistati si è considerato spirituale, nel 2015 questo numero è sceso al 31%. Il numero di coloro che crede nell'esistenza di un qualche potere superiore è sceso dal 36% al 28% nello stesso periodo.
L'"Istituto cattolico sociale-ecclesiastico" (KASKI) ha trovato che il 23,3% della popolazione è nominalmente cattolica nel 2014 e il 10% è membro della Chiesa protestante, sulla base di informazioni pervenute dalle chiese cattoliche e protestanti.
Questi numeri però sono notevolmente superiori a quelli degli aderenti trovati dall'"Università Radboud" e dalla "Vrije Universiteit Amsterdam". Ciò dimostra una forte disconnessione tra l'adesione e la professione effettiva; soprattutto la Chiesa cattolica afferma spesso che 1/4 della popolazione olandese sia cattolica, indicando le statistiche ufficiali; ma quando viene interrogato, meno della metà di quel numero si associa alla fede romana.
Molte persone continuano a rimanere registrate come membri di una chiesa anche quando non sono più religiose, ma per vari motivi non hanno ufficialmente rinunciato alla loro adesione - un fenomeno noto come "appartenere senza credere". Secondo KASKI il numero totale di membri dei gruppi cristiani è diminuito da circa 7.013.163 (il 43,22% della popolazione complessiva) nel 2003 a 5.730.852 (il 34,15%) nel 2013.
Secondo il sondaggio condotto da Eurobarometro nel 2012 il 44% dei residenti olandesi erano cristiani. I cattolici costituivano il più grande gruppo cristiano venendo a rappresentare il 22% dei cittadini; mentre i protestanti rappresentavano il 15% e gli altri cristiani il 7%. I non-credenti/agnostici erano il 41%, gli atei l'8% e i musulmani l'1%.